# Antonio Porta (escritor)
Antonio Porta (nato como Leo Paolazzi) fue un escritor y poeta italiano y uno de los fundadores del movimiento literario italiano Gruppo 63.

## Biografía
Nació con el nombre Leo Paolazzi en Vicenza en 1935. En 1958 se convirtió en el editor de la revista literaria Il Verri bajo la dirección de Luciano Anceschi. Durante su tiempo como editor escribió una serie de poesías presentes en la antología 'I Novissimi', que incluía obras de Elio Pagliarani, Edoardo Sanguineti, Alfredo Giuliani, y Nanni Balestrini.

## Gruppo 63
A partir de su experiencia con Il Verri comenzó colaborar con el grupo de vanguardia literiaria llamada Gruppo 63. Durante el desarrollo de sus ideas Porta viajó a las convenciones que le grupo tuvo en Palermo, Reggio Emilia, La Sapienza y Fano.
Entre 1963 y 1967 el escritor participó activamente en la edición de la revista de vanguardia Malebolge de Reggio Emilia. Fue también durante estos años que comenzó a realizar obras de poesía visual, participando en exhibiciones en Padua, Roma, Milán y Londres. Su obra más asociada a este período es Zero, de 1963.

## Últimos años
Contribuyó como crítico literario para renombrados periódicos italianos como Il Corriere della Sera e Il Giorno, y trabajó con Tuttilibri, Panorama y L'Europeo. Fue director y editor activo de la publicación mensual Alfabeta y La Gola.
Desde 1982 a 1988 enseñó en la Universidad de Chieti, luego Yale, la Universidad de Pavía, La Sapienza y la Universidad de Bolonia. 